# لمنة مرهفة
لمنة مرهفة (الاسم العلمي:Lemna tenera) هي نوع من النباتات يتبع جنس اللمنة من الفصيلة اللوفية.